# Fretkat

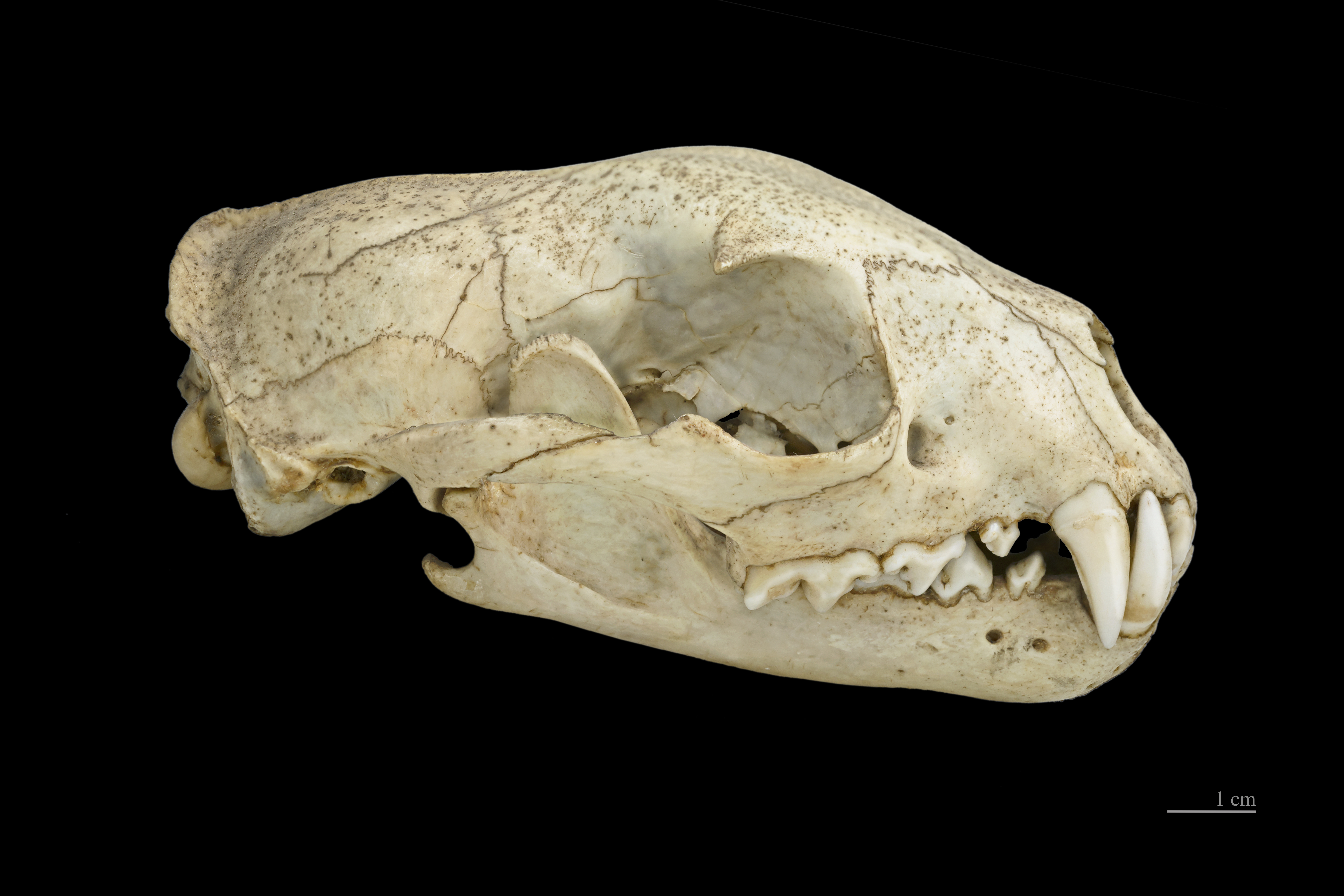
Cryptoprocta ferox

De fretkat of fossa (Cryptoprocta ferox) is het grootste inheemse roofdier op het Afrikaanse eiland Madagaskar. Hoewel hij uiterlijk op een kat lijkt, behoort de fretkat tot een andere familie, de madagaskarcivetkatten (Eupleridae). Het is de enige levende soort van de onderfamilie Cryptoproctinae, maar in het Pleistoceen leefde er nog een tweede soort, Cryptoprocta spelea.

## Kenmerken

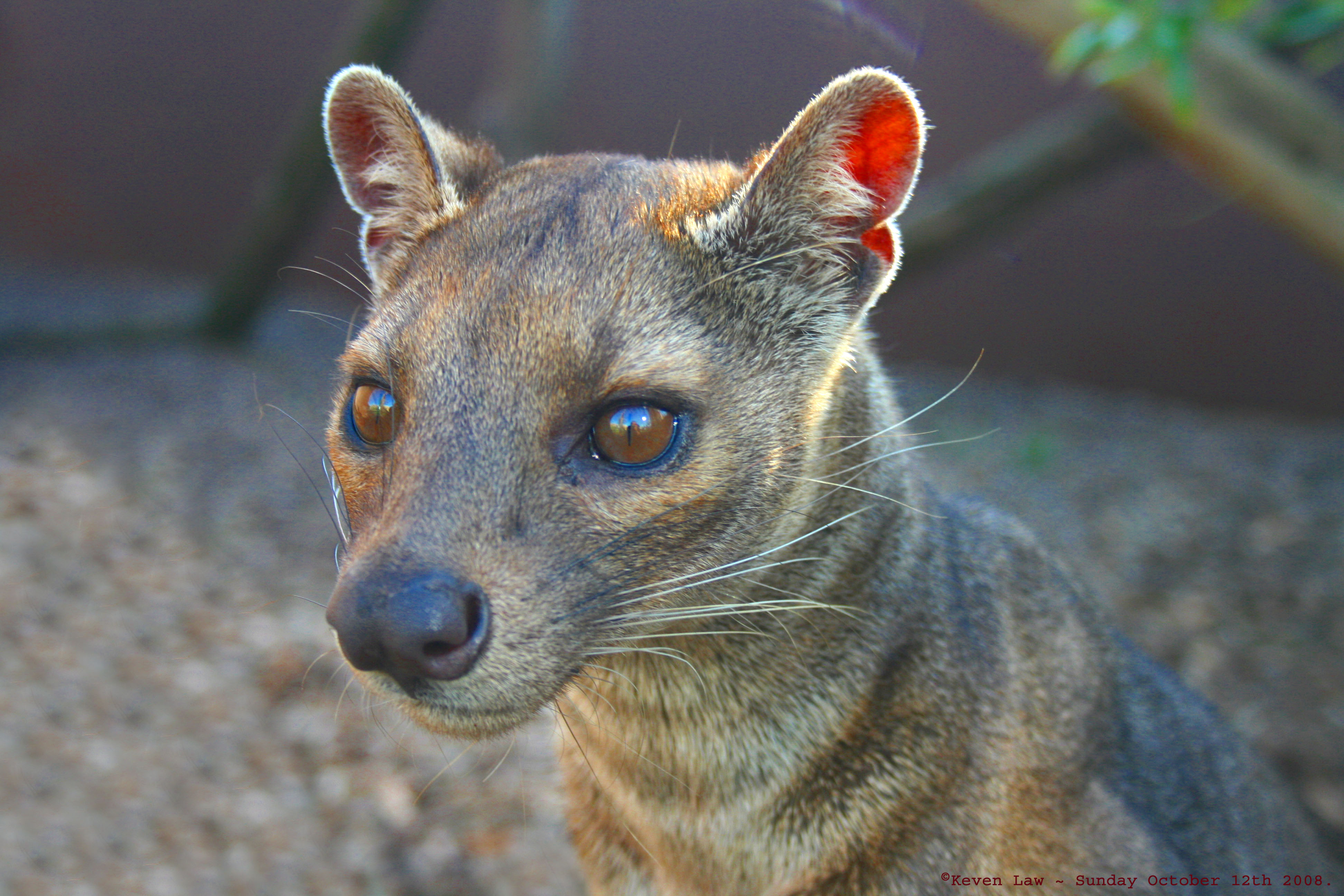

Zoals de naam al zegt, lijkt de fretkat enigszins op een katachtige. Hij heeft een lang, slank lichaam, ronde oren en grote, naar voren gerichte ogen. Het dier wordt 60 tot 90 centimeter lang en 7 tot 14 kilogram zwaar. De staart is met een lengte van 55 tot 90 centimeter bijna net zo lang als de rest van het lichaam. Het dier heeft een dichte, korte vacht, die roodbruin tot donkerbruin van kleur is. De fretkat is een zoolganger. Hij kan zijn nagels intrekken.

## Leefwijze
De fretkat leeft enkel in de bossen van Madagaskar. Het is een solitair roofdier, dat in de bomen op lemuren en vogels jaagt. Ook eet hij vogeleieren. Ook op de grond is hij een goede jager. Hier jaagt hij onder andere op parelhoenders, tenreks en slangen. De fretkat staat op Madagaskar aan de top van de voedselketen. In de bomen beweegt hij zich behendig voort; hij is een goede klimmer en springt makkelijk van tak naar tak. De fretkat jaagt voornamelijk 's nachts, maar ook overdag. Rusten doet hij in een holle boom of een hol in de grond. Hier eet hij ook zijn prooidieren op.

## Voortplanting
Fretkatten leven solitair. Enkel in de paartijd, in september en oktober, leven fretkatten in tijdelijke groepjes. Tijdens de paartijd houdt een vrouwtje zich hoog in de bomen op, waaronder zich verscheidene mannetjes verzamelen, die luidruchtig vechten en roepen om te mogen paren met het vrouwtje. Het vrouwtje paart uiteindelijk met meerdere mannetjes. De paring zelf duurt vrij lang, soms meer dan 2½ uur en het mannetje blijft soms, net als bij honden, vastzitten. Na een week neemt een ander vrouwtje haar plek in, dat met de gebleven mannetjes paart.
Na een draagtijd van 10 weken werpt het vrouwtje in een holle boom of tussen rotsen twee tot vier jongen. De jongen wegen bij de geboorte 80 tot 100 gram. De ogen openen zich pas na 16 tot 25 dagen. Na drie maanden eten ze voor het eerst vast voedsel en na vier maanden worden ze gespeend. De fretkat is na twee jaar volgroeid en geslachtsrijp als hij ongeveer vier of vijf jaar oud is.

## Geslachtskenmerken bij vrouwtjes
Vrouwelijke fretkatten ondergaan tijdens het opgroeien een "masculiene" periode: tijdens de adolescentie groeit de clitoris flink, wordt gesteund door een botje en er groeien stekels op, vergelijkbaar met de penis van een volwassen mannelijke fretkat. Ook scheiden klieren op de onderzijde van het lichaam een oranje vloeistof af, net als volwassen mannetjes. Bij volwassen vrouwtjes ontbreken deze eigenschappen. De fretkat is de enige diersoort waarvan een dergelijke "mannelijke" fase bekend is.

## Bedreiging
De fretkat wordt bedreigd door boskap en bejaging door boeren, die hun pluimvee willen beschermen. Ook wordt het vlees als een delicatesse beschouwd.